# Kokcydiostatyki
Kokcydiostatyki – antybiotyki lub chemioterapeutyki dozwolone do stosowania u zwierząt, głównie drobiu, w profilaktyce lub leczeniu choroby zwanej kokcydiozą, wywoływanej przez pierwotniaki Eimeria. Mogą działać kokcydiostatycznie (wstrzymywać rozwój pierwotniaków) lub kokcydiobójczo (zabijać pierwotniaki). Nie są wykorzystywane w leczeniu ludzi.

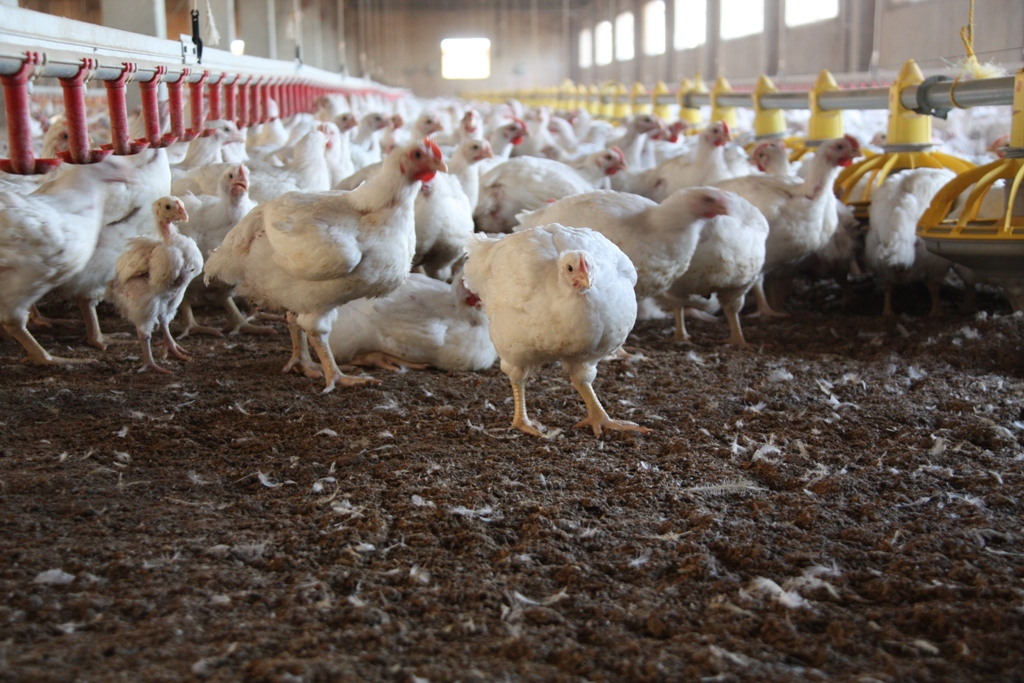
Kokcydiostatyki są podawane w paszy kurczętom rzeźnym w celu zapobiegania kokcydiozie

## Rodzaje kokcydiostatyków
Wyróżniamy dwa rodzaje kokcydiostatyków:
- kokcydiostatyki jonoforowe (antybiotyki jonoforowe) – produkty fermentacji promieniowców z rodzaju Streptomyces[2], działają kokcydiostatycznie na Eimeria, poprzez zaburzenie transportu błonowego Na+, K+, Ca2+ i Mg2+
- kokcydiostatyki chemiczne – związki syntetyczne kokcydiostatyczne lub kokcydiobójcze, o różnym mechanizmie działania

## Zastosowanie

### Dodatki paszowe (prewencyjnie)
Kokcydiostatyki są stosowane w przemysłowej hodowli zwierząt w formie dodatku do pasz, w celu zapobiegania kokcydiozie przez prawie cały okres tuczu. W intensywnej hodowli drobiu (głównie kurcząt rzeźnych i indyków rzeźnych) podaje się powszechnie kokcydiostatyki jonoforowe (antybiotyki jonoforowe).  Okres karencji w przypadku drobiu i królików rzeźnych waha się od 0 do 5 dni w zależności od gatunku zwierząt, ich przeznaczenia konsumpcyjnego i użytego kokcydiostatyku.
| Kokcydiostatyki jonoforowe | Numer rejestracyjny UE | Nazwa handlowa             | Kokcydiostatyki chemiczne | Numer rejestracyjny UE | Nazwa handlowa |
| -------------------------- | ---------------------- | -------------------------- | ------------------------- | ---------------------- | -------------- |
| kwas lasalowy              | E 763                  | Avatec                     | dekokwinat                |                        |                |
| maduramycyna               | E 770                  | Cygro                      | diklazuril                | E 771                  | Clinacox       |
| monenzyna                  | E 757                  | Elancoban, Coxidin         | halofuginon               | E 764                  | Stenorol       |
| narazyna                   | E 765                  | Monteban                   | nikarbazyna               | E 772                  | Maxiban        |
| salinomycyna               | E 766                  | Kokcisan, Sacox, Salinomax | robenidyna                | E 758                  | Cycostat       |
| semduramycyna              | E 773                  | Aviax                      |                           |                        |                |

### Leki weterynaryjne (interwencyjnie)

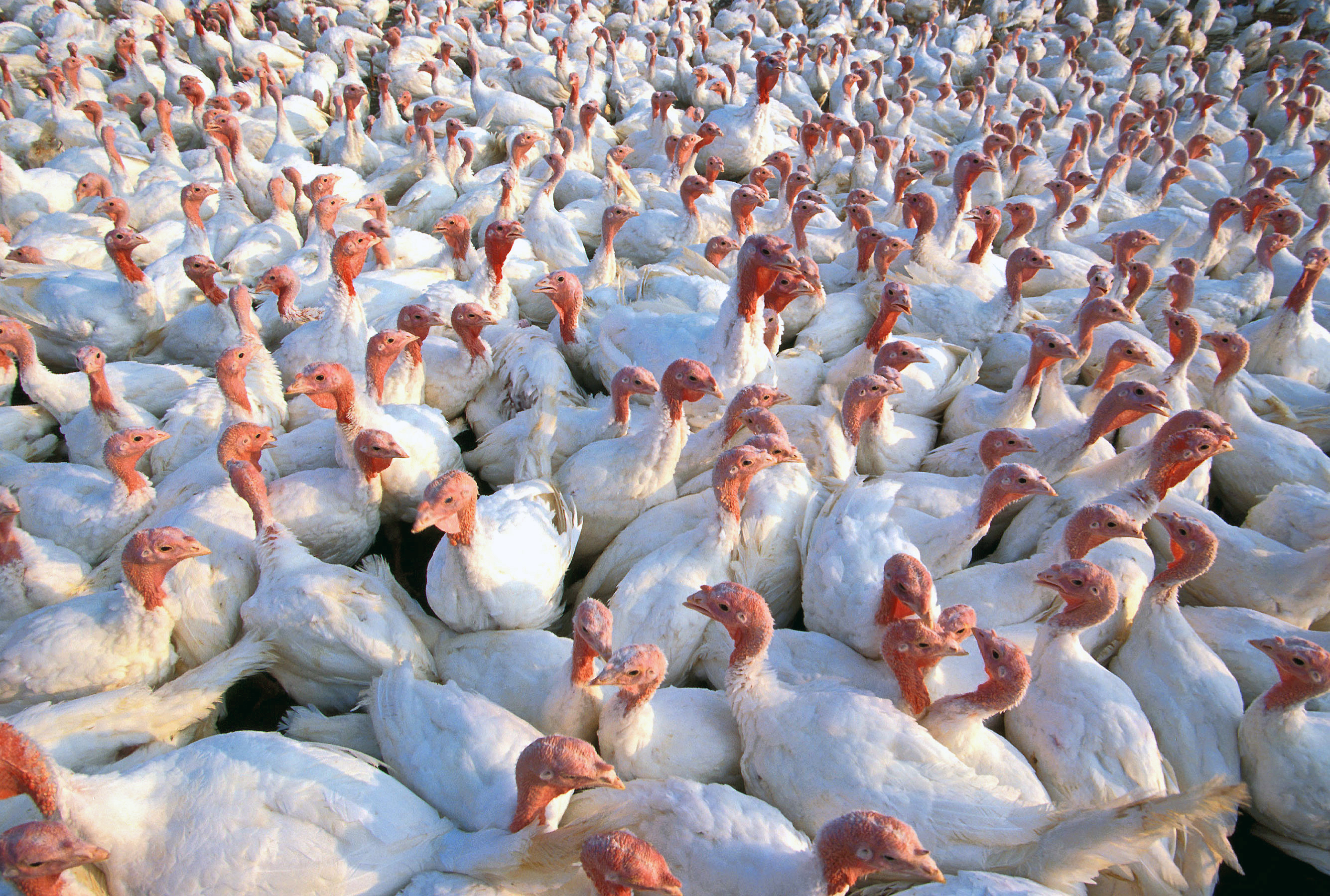
Kokcydiostatyki: narazyna i salinomycyna są niedozwolone dla indyków

W klinicznych przypadkach choroby stosuje się wyłącznie kokcydiostatyki chemiczne, czyli środki kokcydiobójcze (pierwotniakobójcze). Kokcydiostatyki chemiczne są stosowane znacznie rzadziej.
Lista kokcydiostatyków dopuszczonych w krajach UE jako leki weterynaryjne:
- dekokwinat u bydła i owiec
- diklazuril u owiec
- halofuginon u bydła
- klazuril u gołębi
- toltrazuril u kurcząt, indyków, świń i bydła

Wszystkie wyżej wymienione kokcydiostatyki chemiczne są związkami syntetycznymi i wykazują aktywność kokcydiobójczą przeciw Eimeria.
Dopuszczenie kokcydiostatyków  i sposób ich stosowania w hodowli zwierząt regulują przepisy prawne krajowe i unijne. W 2006 w państwach UE wyprodukowano szacunkowo 17 340 tysięcy ton paszy dla brojlerów (wersje starter i grower/finiszer), z czego 86% stanowiły pasze z kokcydiostatykami i 14% bez kokcydiostatyku, w końcowej fazie tuczu 100% pasz teoretycznie nie zawierało kokcydioststyku).

## Zagrożenie i ochrona konsumentów
Istnieje możliwość pozostawania kokcydiostatyków w mięsie i jajach ze względu na ich powszechne dodawanie do pasz, co z kolei stwarza zagrożenie dla zdrowia konsumentów.
EMEA i Komitet do spraw Leków Weterynaryjnych nie opracowały jeszcze dla wszystkich kokcydiostatyków najwyższych, dopuszczalnych wartości ich pozostałości (ang. Maximum Residue Limit, skrót MRL) w żywności pochodzenia zwierzęcego, np. MRL dla kwasu lasalowego wynosi 20 μg/kg w mięśniach, 100 μg/kg w wątrobie i 150 μg/kg w jajach (dotyczy drobiu, według EMEA). Brakuje też jednolitych regulacji w tym zakresie dla wszystkich państw UE.
Zakłady wytwarzające lub wprowadzające do obrotu kokcydiostatyki oraz premiksy i mieszanki paszowe je zawierające muszą zostać uprzednio zatwierdzone przez organ właściwy dla tego typu działalności, zgodnie z rozporządzeniem Parlamentu Europejskiego nr 183/2005 z 12 stycznia 2005, dotyczącym higieny pasz. Dzięki temu zabezpieczeniu hodowcy otrzymują gotowe do użycia mieszanki paszowe z kokcydiostatykami.
Problem stanowi również wyprodukowanie pasz niezanieczyszczonych kokcydiostatykami dla kur niosek i brojlerów tuż przed ubojem, gdyż dochodzi do kontaminacji podczas mieszania w tych samych urządzeniach. W związku z tym postuluje się rozdzielenie linii produkcyjnych dla pasz czystych i pasz z kokcydiostatykiem.
W Polsce od 2003 są regularnie przeprowadzane badania kontrolne zgodnie z przepisami UE. Średnio kontroluje się od 706 do 883 próbek rocznie. W 2003 wartości MRL przekroczyło 8 próbek (1,13%), a w 2004 – 3 próbki (0,34%). Od 2004 prowadzony jest też w Polsce urzędowy monitoring pasz pod kątem obecności kokcydiostatyków, ale nie opracowano ustaleń co do metod analitycznych. Proponuje się przeniesienie pasz z kokcydiostatykami do grupy tzw. pasz leczniczych, których produkcja podlega bardziej rygorystycznym przepisom.
Zagrożenia medyczno-weterynaryjne wynikające ze stosowania kokcydiostatyków u zwierząt:
- rozwój oporności na kokcydiostatyki (antybiotyki)
- toksyczność w wyższych stężeniach (np. LD50 monenzyny dla kurcząt wynosi 200 mg/kg masy ciała)
- narazyna i salinomycyna są niedozwolone do stosowania u indyków, gdyż prowadzą do silnego zatrucia

Objawy zatrucia kokcydiostatykami jonoforowymi u drobiu:
- spadek spożycia paszy
- obniżenie wzrostu
- biegunka
- wychudzenie
- senność
- brak koordynacji ruchowej

### Zanieczyszczenie żywności
Pozostałości kokcydiostatyków w tkankach zwierząt i jajach mogą stanowić zagrożenie toksykologiczne dla konsumentów. W związku z tym kokcydiostatyków nie podaje się kurom nioskom, a w przypadku brojlerów należy zachować odpowiedni okres karencji. Kokcydiostatyki – antybiotyki jonoforowe wykazują duże powinowactwo do tłuszczu i mogą kumulować się w żółtkach jaj, osiągając wysokie i długo utrzymujące się stężenia. Ze względu na lipofilowy charakter kokcydiostatyków analiza mięsa czy jaj przeznaczonych do spożycia pod względem zawartości tych związków nie jest łatwa. Mimo tych trudności zostały opracowane skuteczne metody badania zawartości kokcydiostatyków głównie przy użyciu spektrometrii mas.
- Główne przyczyny skażenia jaj antybiotykami jonoforowymi:

1. przedłużenie okresu podawania paszy z kokcydiostatykami kurczętom przeznaczonym na nioski ponad zalecany okres od 12 do 16 tygodni
2. podawanie nioskom paszy zanieczyszczonej nawet niewielkimi ilościami kokcydiostatyków

- Główne przyczyny zanieczyszczenia żywności kokcydiostatykami:

1. pomyłki ludzkie przy produkcji pasz lub podawaniu leków
2. zanieczyszczenie pasz podczas produkcji
3. nieprzestrzeganie okresu karencji
4. obieg wtórny substancji lub jej metabolitów z odchodów (głównie dotyczy hodowli ściółkowej)
5. interakcje z innymi lekami wydłużające okres półtrwania
6. indywidualne uwarunkowania biologiczne zwierząt, tj. wiek, płeć, różnice metaboliczne, choroba

## Metody alternatywne
Od 1 stycznia 2013 roku rozporządzeniem 1831/203/EC podjęto decyzję o zakazie dalszego dodawania kokcydioststyków do pasz dla zwierząt. Nie opracowano innych metod zapobiegania i zwalczania kokcydiozy. Postuluje się dopuszczenie stosowania kokcydioststyków jako leków weterynaryjnych.
Możliwe alternatywne metody dla stosowania kokcydiostatyków, o niepotwierdzonej do tej pory dostateczną ilością danych skuteczności, obejmują:
- szczepionki – są specyficzne dla danego gatunku i nie są dostępne dla wszystkich zwierząt; na terenie wszystkich krajów UE jest dopuszczona jedna szczepionka dla młodych kur rozpoczynających okres nieśności (od 1992) oraz dla kurcząt rzeźnych w stadach hodowlanych (od 2000); w 2004 przeprowadzono doświadczenia ze szczepionką Livacox T[6], podawaną kurczętom w wodzie do picia po uprzednim rozcieńczeniu[7]
- leki weterynaryjne wydawane na receptę – stosowane są w leczeniu ognisk kokcydiozy, np. toltrazuril, amprolium oraz sulfonamidy; nie nadają się do powszechnego stosowania w programach profilaktyki kokcydiozy ze względu na rozwój oporności oraz włączanie leczenia w zaawansowanym stadium klinicznym, gdy oocysty zostaną w znacznym stopniu wydalone, zarażając inne zwierzęta
- genetyczną selekcję zwierząt pod kątem oporności na oocysty w celu uzyskania opornych ras (w trakcie badań)
- stosowanie specjalistycznych środków dezynfekujących (oocysty są oporne na środki najczęściej używane)
- próby z utworzeniem barier chroniących wejście do przewodu pokarmowego ptaków za pomocą zakwaszaczy i enzymów lub zawiesin prebiotyków albo mikroorganizmów probiotycznych
- zioła – obejmują ekstrakty roślinne oraz preparaty na bazie olejków eterycznych (brak wniosków o rejestrację)

W zapobieganiu kokcydiozie odgrywają rolę także takie czynniki, jak:
- właściwe usuwanie i dezynfekcja zakażonych odpadów i odchodów chorych zwierząt z kurników w celu usunięcia pierwotniaków ze środowiska
- dostarczanie zwierzętom czystej wody i pożywienia
- unikanie zatłoczenia w przemysłowej hodowli